# Contea di Mount Alexander
La contea di Mount Alexander è una local government area che si trova nello Stato di Victoria. Si estende su una superficie di 1.529 chilometri quadrati e ha una popolazione di 17.591 abitanti. La sede del consiglio si trova a Castlemaine.